# Charlie McGettigan
Charlie McGettigan (nascido em 7 de dezembro de 1950, Ballyshannon, Condado de  Donegal) é um cantor irlandês.

## Biografia
Charlie McGettigan começou a sua carreira nos anos 1960 cantando em bares e pubs. Ele é influenciado pela música folk irlandesa. Em 1973, formou o grupo Jargon que venceu Letterkenny Folk Festival o que permitiu ao grupo obter um contrato com uma editora. Depois da publicação de três singles, o músico decidiu iniciar uma carreira solo.
Getigan vai trabalhar com grandes artistas irlandeses como Maura O'Connell, Eleanor Shanley que gravam algumas das suas composições.
Em 1994, venceu juntamente com Paul Harrington o Festival Eurovisão da Canção 1994 com a canção Rock'n'Roll Kids, obtendo a terceira vitória consecutiva para a Irlanda. Os dois lançam um álbum conjunto Rock n Roll kids –Album , depois cada um deles seguiu a sua carreira solo.
Charlie Mc Gettingan continuou a gravar discos e a fazer tournées na Irlanda e no resto da Europa. Artistas irlandeses como De Dannan, Mary and Frances Black, Ray Lynam, Daniel O Donnell, Hal Ketchum, Maura O' Connell, Eleanor Shanley têm gravado canções de sua autoria. Ele participou em vários programas de televisão e rádio para a RTÉ e BBC.
Ele fez aparição no show "Congratulations" que celebrou o 50º Festival Eurovisão da Canção em 2005. Em novembro desse ano, partiu para Nashville para trabalhar num álbum com o produtor Bil Vorndick.

## Discografia (álbuns)
- Stolen moments
- Charlie McGettigan
- Family Matters
- In your old room
- Songs of The Night
- Another Side of Charlie McGettigan
- Rock 'N' Roll Kids - The Album